# Cerynea pilipalpus
Cerynea pilipalpus là một loài bướm đêm trong họ Erebidae.